# Анадир (град)
Анадир (град) (рус. Ана́дырь, чукотски: Кагыргын, Kagyryn) је административни центар Чукотског аутономног округа. Град лежи на ушћу реке Анадир на крајњем североистоку Русије. Најисточнији је град у Русији. Основан је 3. августа 1889. године као Ново-Маринск а данашњи назив добио је 5. августа 1923. године. Статус града добио је 12. јануара 1965. По попису из 2002. град има 11 038 становника.

## Становништво
Према прелиминарним подацима са пописа, у граду је 2010. живело становника, (%) више него 2002.
| 1939. | 1959. | 1970. | 1979.  | 1989.  | 2002.  | 2010.  |
| ----- | ----- | ----- | ------ | ------ | ------ | ------ |
| 3.300 | 5.859 | 7.703 | 12.241 | 17.094 | 11.038 | 13.045 |

## Партнерски градови
- Бетел